# Impatiens polyphylla
Impatiens polyphylla är en balsaminväxtart som beskrevs av Otto Warburg. Impatiens polyphylla ingår i släktet balsaminer, och familjen balsaminväxter. Inga underarter finns listade i Catalogue of Life.